# Linfangiomatosi
La linfangiomatosi è una malattia rara a carattere congenito.
È una patologia a carico dei vasi linfatici ed è il risultato di un errore congenito a carico del sistema linfatico e che si sviluppa alla ventesima settimana di gestazione. Si evidenzia con vasi linfatici più numerosi e più grandi del normale con canali linfatici dalla parete sottile anormalmente interconnessi e dilatati.
La malattia può coinvolgere un solo organo, ma più spesso è multiorgano.